# Beat Hotel
Il Beat Hotel era un piccolo hotel semi-abbandonato, di 42 stanze, in 9 Rue Gît-le-Cœur nel Quartiere latino di Parigi, famoso per aver dato residenza ai massimi esponenti della Beat Generation.
L'hotel guadagnò fama grazie ai scrittori e artisti beat, che ci vissero dalla fine degli anni '50 agli inizi degli anni '60, in un fermento di creatività.
Allen Ginsberg e Peter Orlovsky furono i primi a viverci, dal 1957, ma presto furono raggiunti da William S. Burroughs, Derek Raymond, Harold Norse e Gregory Corso, come anche Sinclair Beiles. È qui che Burroughs completò l'opera Pasto nudo, cominciò la sua lunga collaborazione con Brion Gysin. Qui Norse scrisse il romanzo Beat Hotel, usando la tecnica del cut-up. Ginsberg scrisse qui una parte della sua poesia Kaddish e Corso scrisse la poesia Bomb.
Esiste ora un piccolo hotel (quattro stelle), a Parigi, che raccoglie diverse fotografie delle personalità che vissero al Beat Hotel.